# Linn (Wisconsin)
Linn – miasto w Stanach Zjednoczonych, w stanie Wisconsin, w hrabstwie Walworth.